# شويعرة مستدقة
الشويعرة المستدقة (باللاتينية: Bromus lanceolatus) نوع نباتي يتبع جنس الشويعرة من الفصيلة النجيلية. ينتشر هذا النوع في المشرق العربي والمغرب العربي وحوض البحر الأبيض المتوسط.

## الوصف النباتي
النورة عثكولية. استساغة النبات متوسطة للأغنام والماعز.

## الموئل والانتشار
موطنها في بلاد الشام والمغرب العربي وحوض البحر الأبيض المتوسط والقوقاز.

## مرادفات للاسم العلمي
- (باللاتينية: Bromus divaricatus Lois.)
- (باللاتينية: Bromus lanuginosus Poir.)
- (باللاتينية: Bromus macrostachys Desf.)
- (باللاتينية: Serrafalcus macrostachys (Desf.) Parl.)